# Chuckie Egg
Chuckie Egg is een computerspel dat in 1983 werd ontwikkeld en uitgegeven door A&F Software Ltd.. Het spel kwam uit voor de ColecoVision alsmede MSX-computer. Het doel van elk level is een dozijn eieren te verzamelen. Het platform spel telt in totaal acht verschillende levels.

## Platforms
| Jaar | Platform                                     |
| ---- | -------------------------------------------- |
| 1983 | BBC Micro, Dragon 32/64, ZX Spectrum         |
| 1984 | Commodore 64, Electron, MSX, Tatung Einstein |
| 1985 | Amstrad CPC, Atari 8-bit                     |
| 1988 | Amiga, Atari ST                              |
| 1989 | DOS                                          |
| 2004 | J2ME                                         |
| 2009 | Android                                      |

## Ontvangst
| Beoordeeld door                | Uitgave | Platform     | Score |
| ------------------------------ | ------- | ------------ | ----- |
| Eurogamer.net (UK)             | 2007    | ZX Spectrum  | 80%   |
| Commodore User                 | 1984    | Commodore 64 | 80%   |
| ST/Amiga Format                | 1989    | Amiga        | 75%   |
| Atari ST User                  | 1989    | Atari ST     | 70%   |
| ASM (Aktueller Software Markt) | 1989    | Atari ST     | 53%   |

## Trivia
- Het spel is opgenomen in het boek 1001 Video Games You Must Play Before You Die van Tony Mott.